# تپه بان قلا
تپه بان قلا مربوط به سده‌های اولیه ومیانه دوران‌های تاریخی پس از اسلام است و در شهرستان بیجار، بخش مرکزی، دهستان خورخوره، ۲۰۰ متری جنوب روستای نگارستان واقع شده و این اثر در تاریخ ۲۷ بهمن ۱۳۸۷ با شمارهٔ ثبت ۲۴۶۸۳ به‌عنوان یکی از آثار ملی ایران به ثبت رسیده است.